# Monte Borla
Il monte Borla è un rilievo montuoso italiano di 1.470 m s.l.m. appartenente alla catena delle Alpi Apuane.

## Caratteristiche

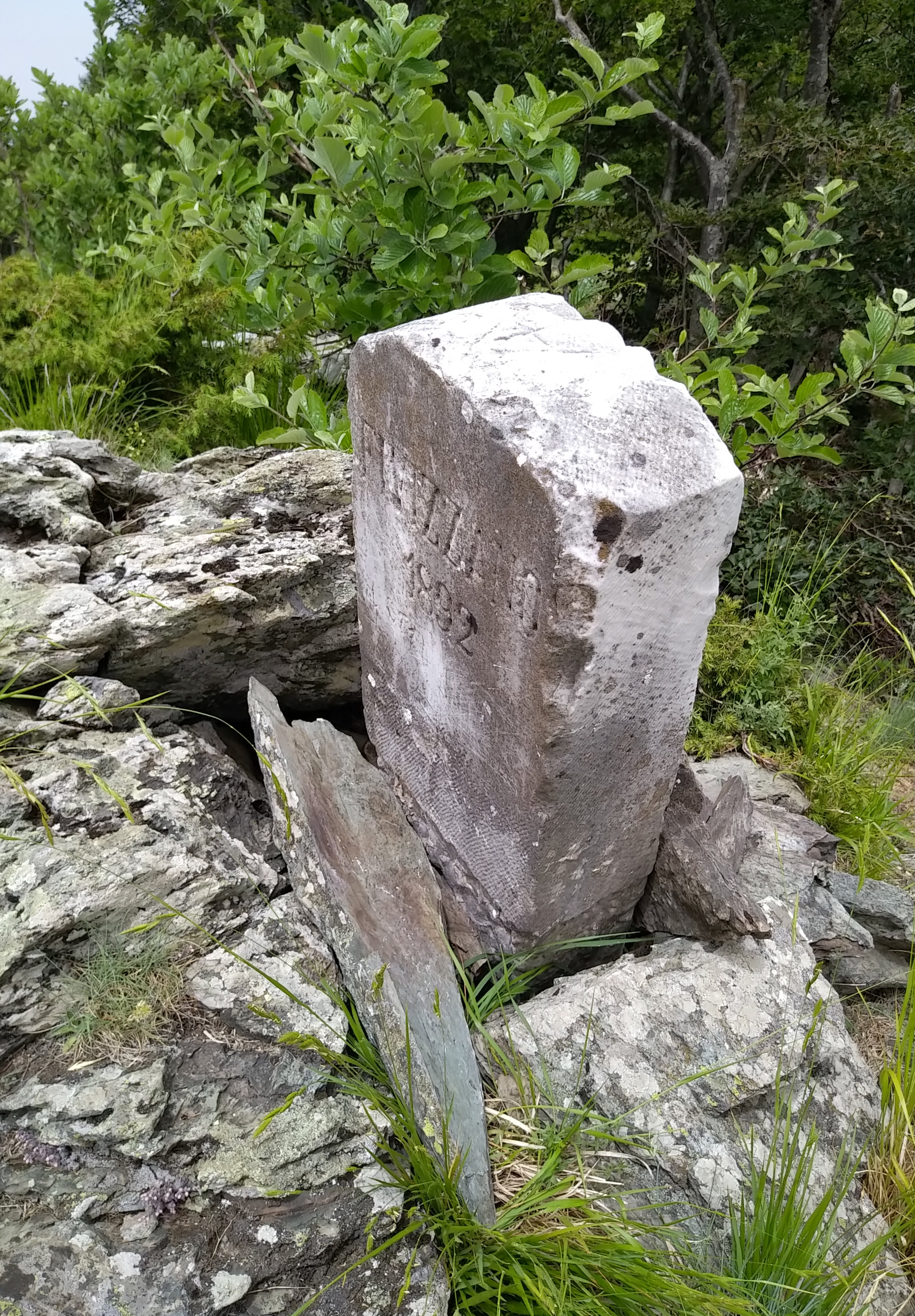
Il cippo confinario nei pressi della cima

La montagna si trova nella parte settentrionale della catena in posizione distaccata dallo spartiacque principale Mar Ligure/Garfagnana tra Campocecina e la Foce di Pianza (1.269 m), un valico che lo divide dal Monte Sagro. 
Sulla vetta del Monte Borla, alta 1.470 metri s.l.m., passa il confine tra il comune di Carrara ed il comune di Fivizzano. Non lontano dalla cima si trova anche una costruzione in muratura detta Casa Martignoni, costruita nel 1923 dall'imprenditore Cesare Martignoni ed oggi di proprietà comunale.

## Geologia
In corrispondenza del Monte Borla gli strati di marmo, che nella zona vengono sfruttati da numerose cave, sono ricoperti da strati di roccia scistosa e, nei pressi della sommità, anche da masse calcaree.
Tali cave sono oggetto di una dura battaglia da parte del movimento No Cav.

## Accesso alla vetta

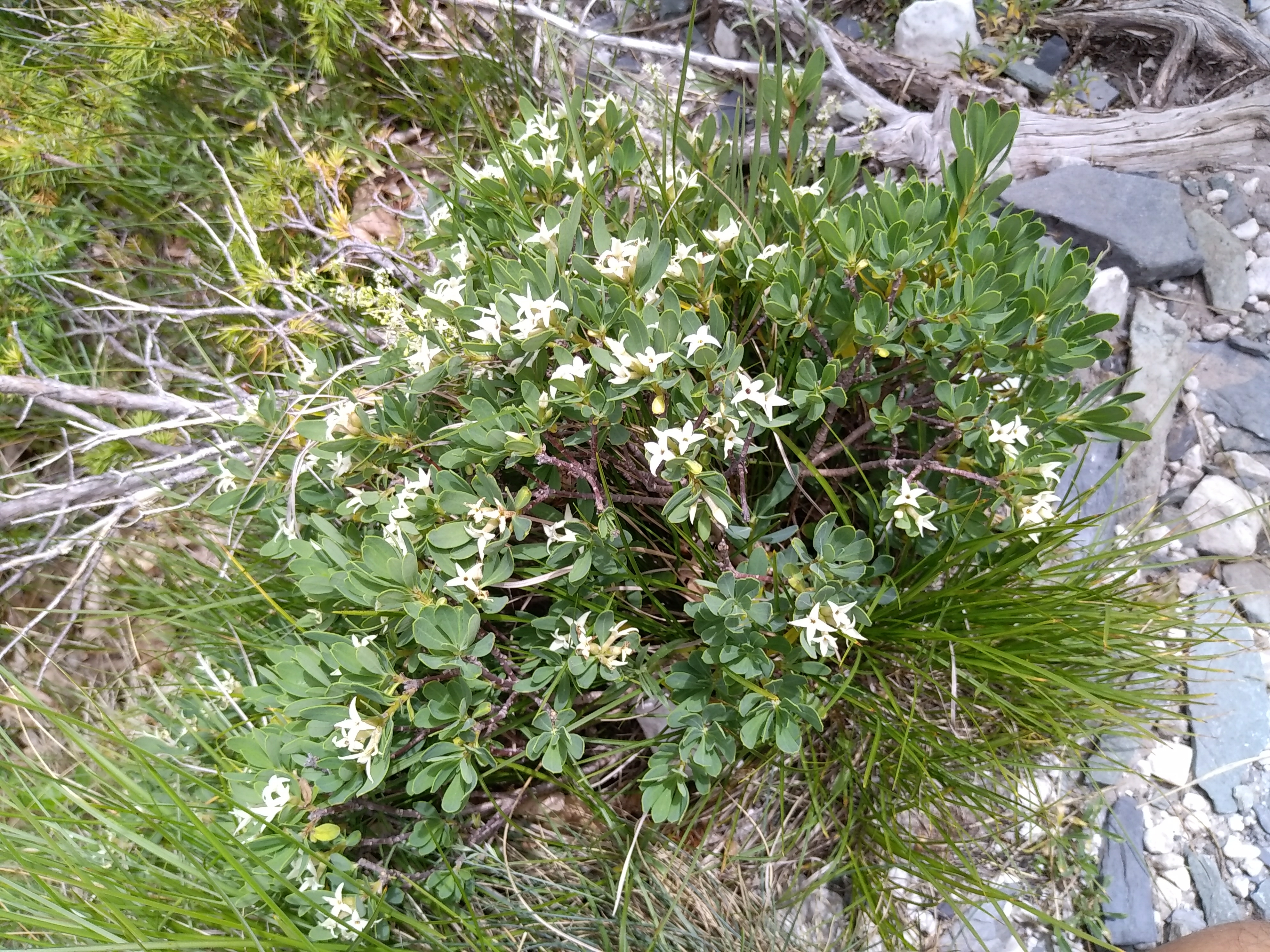
Daphne alpina sul versante sud del Monte Borla

L'ascensione alla vetta è di tipo escursionistico e avviene partendo dalla piana di Campocecina (Rifugio Carrara) ed è possibile percorrere un sentiero interno al bosco oppure un altro sentiero un po' più esposto ma molto panoramico lungo il suo versante marittimo. 
I tempi di ascensione sono di circa 30 minuti partendo dal Rifugio Carrara (Campocecina).

## Punti di appoggio
- Rifugio Carrara.[4]

## Tutela naturalistica
La montagna fa parte del Parco naturale regionale delle Alpi Apuane.